# Ron Laird
Ronald Owen "Ron" Laird (Louisville, 31 de mayo de 1938) es un atleta estadounidense especializado en la marcha atlética.
Participó en cuatro citas olímpicas. La primera ocasión fue en los Juegos Olímpicos de Roma de 1960, donde en los 50 km finalizó en el puesto 19. La segunda ocasión fue en 1964, en los Juegos Olímpicos de Tokio, donde quedó descalificado sobre los 20 km. La tercera ocasión fue en México, en los Juegos Olímpicos de 1968, en los que finalizó en el puesto 25. La última cita fue con motivo de los Juegos Olímpicos de Montreal de 1976 donde terminó vigésino en los 20 km.
Consiguió dos medallas de bronce en la Copa del Mundo de Marcha Atlética. En la edición del año 1967 (Bad Saarow y en la de 1973 (Lugano).
Sus mejores marcas son para 20 km 1h:28:18 (1967) y para 50 km 4h:29:39 (1968)